# Escalier menant à la rue des Boucheries
L'escalier menant à la rue des Boucheries est un escalier situé dans la commune française du Mans dans le département de la Sarthe et la région Pays de la Loire.

## Historique
L'escalier menant à la rue des Boucheries est inscrit au titre des monuments historiques par arrêté du 6 avril 1945.

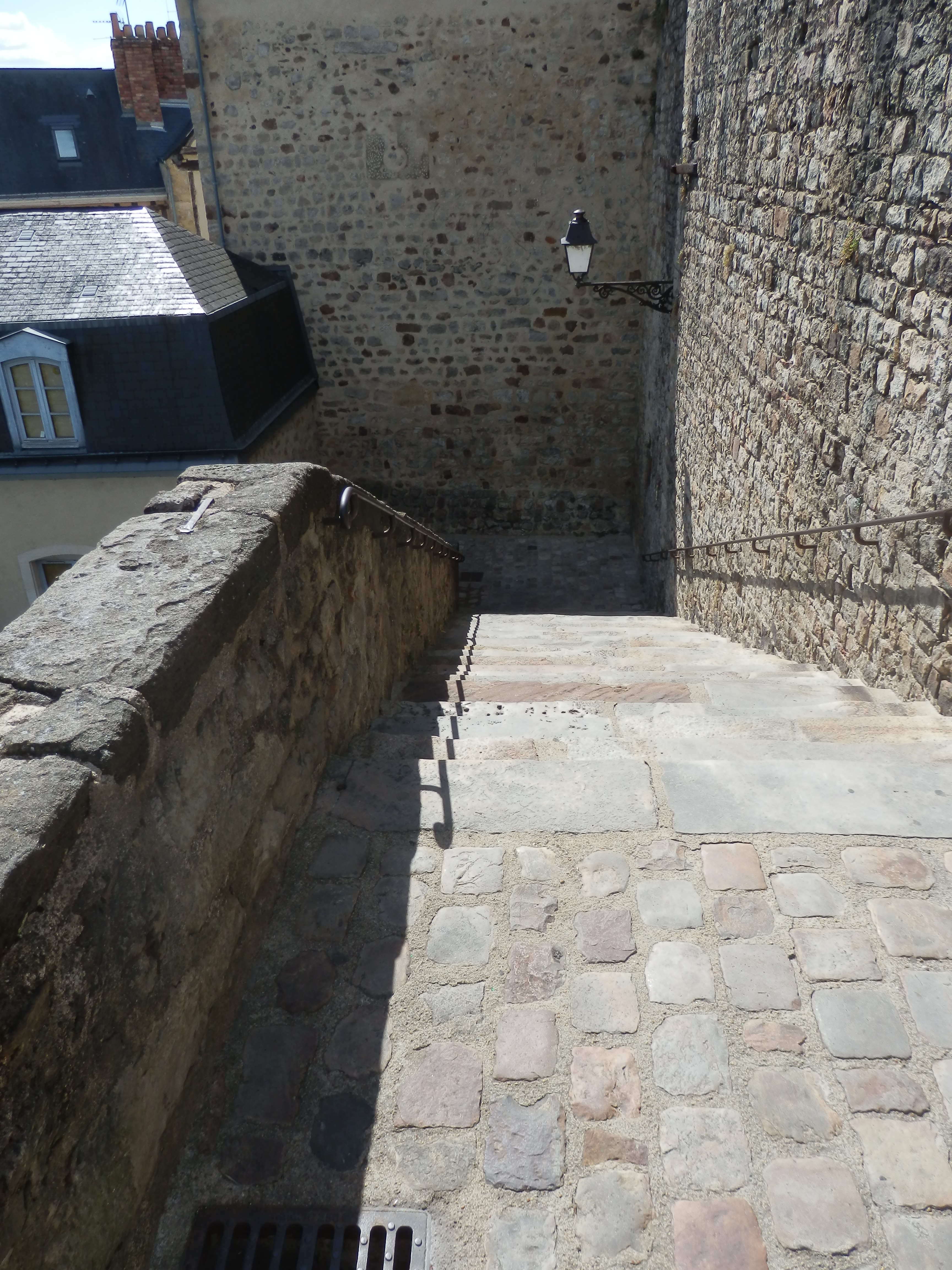
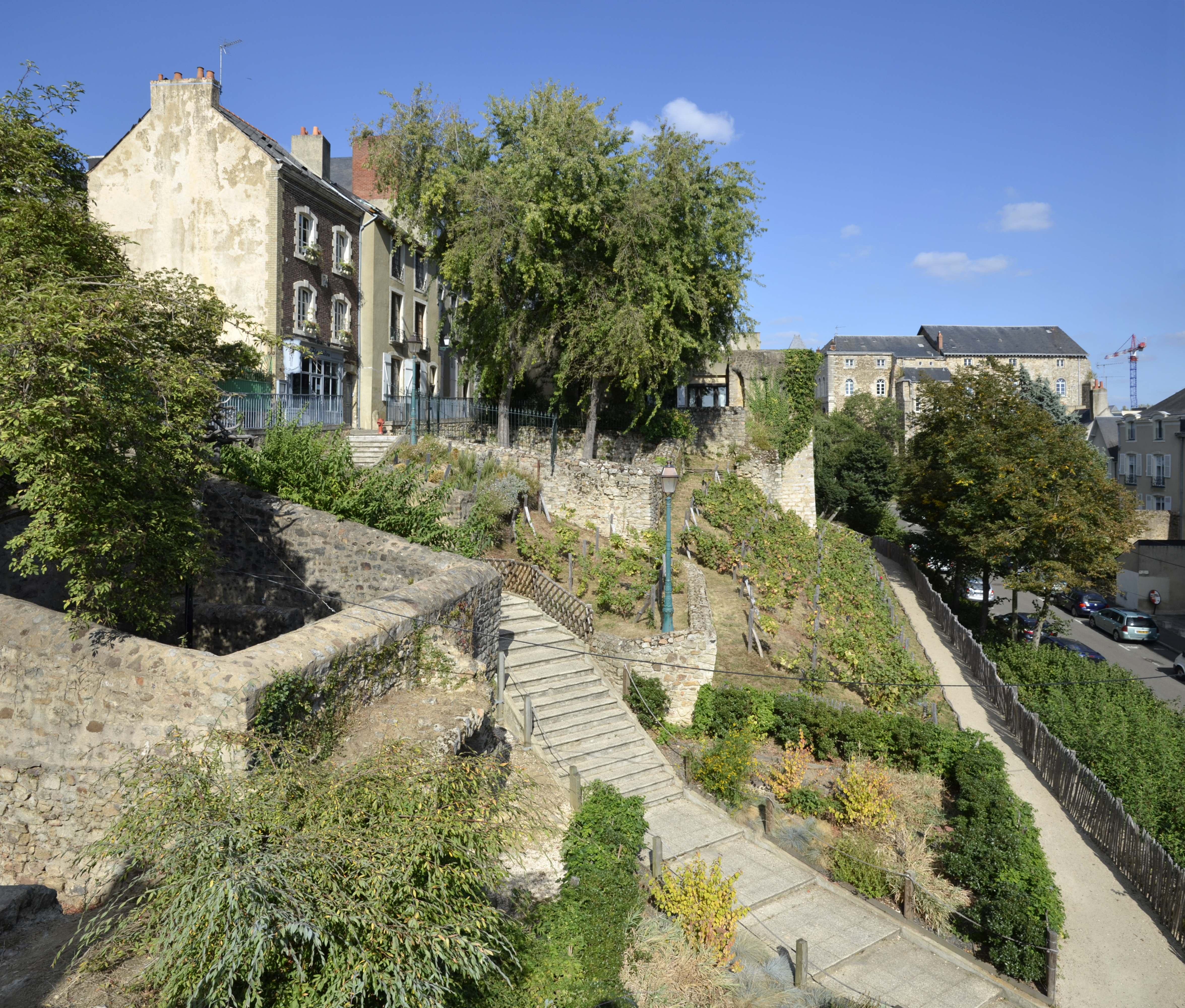
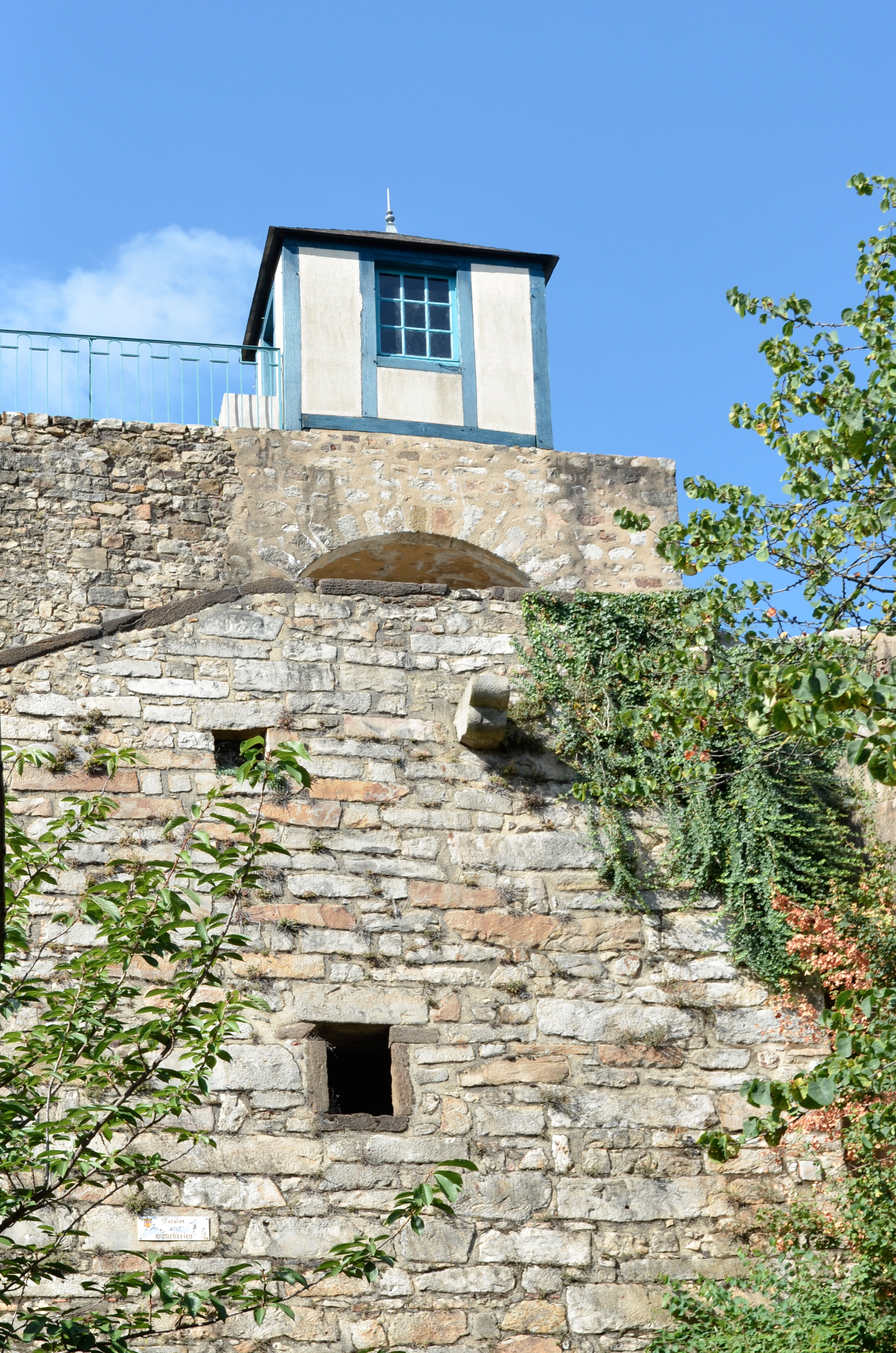